# Bezirk Jasło
Bezirk Jasło – dawny powiat (Bezirk) kraju koronnego Królestwo Galicji i Lodomerii, funkcjonujący w latach 1854–1867. Siedzibą starostwa było miasto Jasło.

## Historia
Bezirk Jasło utworzono w ramach reformy uwłaszczeniowej z okresu Wiosny Ludów (1848–1849), która likwidowała jurysdykcję właściciela ziemskiego nad poddanymi. W Galicji, dominium – jako podstawowa jednostka administracyjna i filar systemu feudalnego straciło rację bytu. Konieczne stało się zatem wprowadzenie nowego systemu administracyjnego, którego zręby powstały w latach 1851–1855. Nowy trójstopniowy podział administracyjny objął 21 cyrkułów (niem. Kreise), 179 małych powiatów (niem. Bezirke) i ponad 6000 gmin (niem. Gemeinde). 
Bezirk Jasło objął obszar o wielkości 4,7 mil², zamieszkany był przez 27.992 ludzi i podzielony na 61 gmin katastralnych, w tym jedno miasto (Jasło) i jedno miasteczko (Dębowiec). Liczba gmin była bardzo wysoka (na przykład sąsiedni Bezirk Krosno liczył zalewdie 25 gmin). Wszedł w skład cyrkułu jasielskiego, jako jeden z jego dziewięciu powiatów. 1 maja 1860 zniesiono cyrkuł jasielski, przez co Bezirk Jasło włączono do cyrkułu tarnowskiego.
Po nadaniu Galicji autonomii oraz powołaniu samorządu gminnego i powiatowego w 1865 zlikwidowano cyrkuły (Kreise). Dotychczasowe małe powiaty (Bezirke) w liczbie 179, utrzymały się do 1867 roku, kiedy to w następstwie kolejnej reformy administracyjnej (23 stycznia 1867) zostały zastąpione przez 74 większe powiaty. Obszar zniesionego Bezirk Jasło wszedł wtedy w całości w skład nowego powiatu jasielskiego. 15 marca 1884 gminy Grudna Kępska i Święcany miały zostać przeniesione do powiatu gorlickiego, jednak obwieszczeniem z 27 sierpnia 1885 poinformowano, że gmina Święcany pozostaje jednak w powiecie jasielskim.

## Podział administracyjny (1854)
| Lp. | Gmina jednostkowa                 | Powierzchnia | Ludność | Powiat w 1867 po zniesieniu |
| --- | --------------------------------- | ------------ | ------- | --------------------------- |
| 1   | Jasło (M)                         | 700          | 1904    | jasielski                   |
| 2   | Bączal Górny                      | 776          | 529     | jasielski                   |
| 3   | Bączal Dolny                      | 820          | 393     | jasielski                   |
| 4   | Bączal-Opacie                     | 403          | 251     | jasielski                   |
| 5   | Dąbrówka                          | 250          | 150     | jasielski                   |
| 6   | Gorajowice                        | 576          | 221     | jasielski                   |
| 7   | Brzyszczki                        | 640          | 342     | jasielski                   |
| 8   | Glinik Niemiecki                  | 844          | 334     | jasielski                   |
| 9   | Hankówka                          | 384          | 158     | jasielski                   |
| 10  | Kaczorowy                         | 368          | 263     | jasielski                   |
| 11  | Glinik Polski                     | 920          | 561     | jasielski                   |
| 12  | Kowalowy                          | 341          | 311     | jasielski                   |
| 13  | Łęgorz                            | 130          | 76      | jasielski                   |
| 14  | Szebnie z Budziszem               | 915          | 603     | jasielski                   |
| 15  | Niegłowice i Bajdy                | 864          | 411     | jasielski                   |
| 16  | Bryły                             | 257          | 228     | jasielski                   |
| 17  | Krajowice                         | 2030         | 297     | jasielski                   |
| 18  | Wróblowa                          | 326          | 232     | jasielski                   |
| 19  | Osobnica                          | 3692         | 1377    | jasielski                   |
| 20  | Dębowiec (m)                      | 1868         | 1932    | jasielski                   |
| 21  | Brzyście                          | 309          | 173     | jasielski                   |
| 22  | Łazy                              | 598          | 415     | jasielski                   |
| 23  | Majscowa                          | 479          | 327     | jasielski                   |
| 24  | Wola Dębowiecka                   | 1068         | 505     | jasielski                   |
| 25  | Zarzecze                          | 1187         | 647     | jasielski                   |
| 26  | Markuszka i Załęże                | 642          | 487     | jasielski                   |
| 27  | Sobniów                           | 500          | 276     | jasielski                   |
| 28  | Łaski                             | 402          | 261     | jasielski                   |
| 29  | Skołyszyn                         | 927          | 460     | jasielski                   |
| 30  | Jabłonica                         | 927          | 452     | jasielski                   |
| 31  | Lisów                             | 649          | 446     | jasielski                   |
| 32  | Lisówek                           | 152          | 79      | jasielski                   |
| 33  | Lipnica Górna                     | 1147         | 388     | jasielski                   |
| 34  | Sławęcin                          | 176          | 167     | jasielski                   |
| 35  | Kunowa                            | 361          | 241     | jasielski                   |
| 36  | Grudna Kępska                     | 614          | 399     | jasielski                   |
| 37  | Święcany z Ryczakiem i Czernianką | 2839         | 1551    | jasielski                   |
| 38  | Tarnowiec                         | 1210         | 400     | jasielski                   |
| 39  | Brzezówka                         | 1210         | 353     | jasielski                   |
| 40  | Potakówka                         | 528          | 293     | jasielski                   |
| 41  | Sądkowa                           | 244          | 211     | jasielski                   |
| 42  | Wrocanka                          | 868          | 430     | jasielski                   |
| 43  | Trzcinica                         | 2053         | 1284    | jasielski                   |
| 44  | Gądki z Jaremówką                 | 190          | 215     | jasielski                   |
| 45  | Przysieki z Pustą Wolą            | 1141         | 785     | jasielski                   |
| 46  | Siedliska                         | 300          | 728     | jasielski                   |
| 47  | Siepietnica                       | 324          | 176     | jasielski                   |
| 48  | Ulaszowice                        | 250          | 111     | jasielski                   |
| 49  | Umieszcz                          | 629          | 419     | jasielski                   |
| 50  | Czeluśnica                        | 467          | 306     | jasielski                   |
| 51  | Gąsówka                           | 302          | 116     | jasielski                   |
| 52  | Wolica i Wałowice                 | 395          | 139     | jasielski                   |
| 53  | Zimna Woda                        | 839          | 180     | jasielski                   |
| 54  | Dobrucowa                         | 280          | 116     | jasielski                   |
| 55  | Gliniczek                         | 141          | 150     | jasielski                   |
| 56  | Rostoki                           | 211          | 213     | jasielski                   |
| 57  | Żółków i Lichtarz                 | 667          | 431     | jasielski                   |
| 58  | Warzyce                           | 1679         | 791     | jasielski                   |
| 59  | Bierówka                          | 1156         | 411     | jasielski                   |
| 60  | Chrząstówka                       | 507          | 246     | jasielski                   |
| 61  | Niepla                            | 1021         | 641     | jasielski                   |

Objaśnienie:
(M) = miasto; (m) = miasteczko